# Lütschental
Lütschental ist eine politische Gemeinde im Verwaltungskreis Interlaken-Oberhasli des Kantons Bern in der Schweiz.

## Geographie
Lütschental liegt zwischen Gündlischwand und Grindelwald im Berner Oberland. Vom 12,9 km² grossen Gemeindegebiet werden 30 Prozent landwirtschaftlich genutzt; 37 Prozent sind Wald. Der Gipfel der Winteregg, des höchsten Bergs im Gemeindegebiet, befindet sich auf einer Höhe von 2555 Metern. Lütschental liegt im Tal, welches von Interlaken nach Grindelwald führt. Der Name Lütschental hängt zusammen mit dem Namen des Flusses Lütschine, der das Tal durchfliesst.

## Geschichte
Die Streusiedlung wurde 1238 als Liscinthal erwähnt. 1275 sprach man von Lyzental. Im 13. Jahrhundert erwarb die Augustinerprobstei Interlaken Güter und Rechte in Lütschental. 1349 beteiligten sich die Leute vom Dorf am Aufstand gegen das Kloster. 1528 kamen sie dann an Bern und zur Landvogtei Interlaken. Kirchlich gehört das Dorf zur Kirchgemeinde Gsteig bei Interlaken.
1888 wanderten viele Einwohner aus und verliessen das Dorf. Arbeit gibt es heute in Vieh- und Alpwirtschaft, im 1908 in Betrieb genommenen Kraftwerk der Jungfraubahn (Kraftwerk Lütschental) und im Tourismus. Das Hochwasser der Schwarzen Lütschine vom August 2005 verwüstete grosse Teile des Dorfes schwer.

## Bevölkerung
| Bevölkerungsentwicklung | Bevölkerungsentwicklung | Bevölkerungsentwicklung | Bevölkerungsentwicklung | Bevölkerungsentwicklung | Bevölkerungsentwicklung | Bevölkerungsentwicklung | Bevölkerungsentwicklung | Bevölkerungsentwicklung | Bevölkerungsentwicklung | Bevölkerungsentwicklung | Bevölkerungsentwicklung | Bevölkerungsentwicklung |
| ----------------------- | ----------------------- | ----------------------- | ----------------------- | ----------------------- | ----------------------- | ----------------------- | ----------------------- | ----------------------- | ----------------------- | ----------------------- | ----------------------- | ----------------------- |
| Jahr                    | 1764                    | 1850                    | 1880                    | 1900                    | 1930                    | 1950                    | 1980                    | 1990                    | 2000                    | 2010                    | 2019                    | 2023                    |
| Einwohner               | 198                     | 370                     | 455                     | 428                     | 318                     | 267                     | 211                     | 238                     | 253                     | 236                     | 226                     | 226                     |